# Papá a la deriva
Papá a la deriva es una telenovela chilena creada por Daniella Castagno y emitida por Mega desde el 25 de mayo de 2015 hasta el 29 de febrero de 2016. Es protagonizada por Gonzalo Valenzuela, María Gracia Omegna y Francisca Imboden.

## Argumento
La historia sigue la vida del Capitán Bruno Montt (Gonzalo Valenzuela), un respetado Marino de la Armada de Chile que se desempeña siendo un valiente Capitán de Navío, así como también un diligente Director de la Escuela Naval Arturo Prat, y vive en una casa en Valparaíso con cuatro hijos. Él es estricto, no le teme a nada, y suele colocar una regla a todo, incluso para las cosas más obvias. Todo comienza con la llegada del hijo primogénito de la familia, Cristóbal (Simón Pesutic), un joven tranquilo y disciplinado, que ha estado en alta mar como uno de los nuevos Cadetes de la Armada y finalmente logra regresar al Puerto de Valparaíso, siendo recibido por su padre y sus tres hermanos menores, que últimamente han estado causando problemas en su escuela. Ese mismo día, Bruno es llamado por la directora del colegio (Paulina Hunt), diciendo que sus hijos están en estado de condicionales en el colegio, debido a que han hecho cosas terribles e impresentables para la institución escolar. Primero, joven milenial Arturo (Nahuel Cantillano) subió imágenes de sus profesoras más hermosas y sus compañeras más bonitas y bien desarrolladas de cursos más grandes semi-desnudas. Luego, la adolescente en último año Esmeralda (Li Fridman) intentó sobornar al profesor de educación física para que la evaluara mejor y así salvarse de la actividad física que considera muy terrible. Finalmente, la pequeña Marina (Giulia Inostroza) se robó el maquillaje de la cartera de la profesora jefa de su curso.
Las cosas para Bruno van de mal en peor, sus tres hijos menores son muy traviesos y siempre le causan todo tipo de problemas, causado que la vida en el ámbito familiar se vuelva un tanto tormentosa; el único que ha podido mantener a a raya dichos problemas y lograr que se realicen las tareas y el orden del hogar hasta ahora, es el servicial Marino en retiro y leal mayordomo de la casa, Eugenio Padilla (Claudio Arredondo). Un día, Bruno sale de su casa y deja a cargo a Eugenio, pero como él siente que ya no puede solo con todo, ni con todos, acude a la ayuda de su hija Violeta (María Gracia Omegna), una chica hermosa, alegre y soñadora, pero con un trágico recuerdo del pasado en el que fue una de las muchas personas damnificadas que han perdido su casa en el incendio de Valparaíso de 2014. A pesar de todo, Violeta trabaja como una amable y carismática guía turística de una lancha en el Muelle Prat, y será la mujer que transformará al Capitán en una mejor persona, diciéndole su filosofía de que las reglas se hicieron para romperse, y no necesariamente para seguirlas. 
Desde un inicio, Bruno siente una inquebrantable atracción por Violeta; sin embargo ella tiene de novio a Matías Quiroz (Ignacio Achurra), un joven trabajador y jovial, pero con un carácter algo celoso y mezquino, que se desempeña como mesero del restaurante "El Bote Salvavidas", el cual es manejado por su madre Victoria Urrutia (Solange Lackington). Casualmente, Matías debe cuidar bien de sus hermanos menores, Diego (Renato Jofré) y Camila (Fernanda Ramírez), asegurándose que ambos no tengan nada que ver con la familia Montt, sin importarle que Diego resulte ser compañero de armas de Cristóbal, ni que el hijo mayor del Capitán llegue a sentir una atracción mutua con Camila.
Y como si no hubieran suficientes obstáculos, Rosario Quevedo (Francisca Imboden), la coqueta y ambiciosa secretaria de Bruno, intentará a toda costa mantener a su jefe lejos de Violeta, y hará cualquier cosa para obtener el dinero del Capitán y satisfacer sus necesidades tanto para ella como para su hija Bárbara González (Francisca Walker), debido a que el marido de Rosario las había abandonado a ambas. 
Bruno deberá aprender que su grado de Capitán no le sirve de nada para controlar a sus hijos y entenderá que mediante el amor podrá salir de sus complicaciones y poner orden de una vez en esta dinámica casa de Valparaíso.

## Reparto
- Gonzalo Valenzuela como Bruno Montt
- Maria Gracia Omegna como Violeta Padilla
- Francisca Imboden como Rosario Quevedo
- Fernando Larraín como Miguel Ayala
- Solange Lackington como Victoria Urrutia
- Claudio Arredondo como Eugenio "Queno" Padilla
- Maricarmen Arrigorriaga como Berta Bonfante
- Ignacio Achurra como Matías Quiroz
- Simón Pešutić como Cristóbal Montt
- Fernanda Ramírez como Camila Quirozr
- Francisca Walker como Bárbara González
- Francisco Dañobeitía como Felipe Briceño
- Constanza Mackenna como Mary-Ann Chamberline
- Li Fridman como Esmeralda Montt.
- Renato Jofré como Diego Quiroz
- Nahuel Cantillano como Arturo Montt
- Giulia Inostroza como Marina Montt
- Jacqueline Boudon como Lucía Donoso
- Roberto Prieto como Luis Peña
- Carlos Martínez Muñoz como Almirante Enrique Valdivieso

## Producción
Sus grabaciones comenzaron el 23 de marzo de 2015 en el estudio Sonia Füchs de Chilefilms.

## Recepción
Papá a la deriva fue estrenada el 25 de mayo de 2015 luego del final de Pituca sin Lucas, con una sintonía de 34,2 puntos y un peak de 35 puntos, transformándose en el segundo programa más visto de aquel día.
Finalizó el 29 de febrero de 2016, marcando una sintonía de 24,2 puntos de índice de audiencia, con peak de 28 puntos, siendo el segundo programa más visto del día, luego de la telenovela Pobre gallo que promedió 26,3 puntos.[cita requerida]

## Banda sonora
| Intérprete                              | Tema                        | Personaje(s)        | Actor(es)                                |
| --------------------------------------- | --------------------------- | ------------------- | ---------------------------------------- |
| Mike Bahía                              | «Buscándote»                | Tema principal      | Tema principal                           |
| Ricky Martin                            | «Disparo al corazón»        | Bruno y Violeta     | Gonzalo Valenzuela y María Gracia Omegna |
| Jeloz                                   | «Por ti»                    | Cristóbal y Camila  | Simón Pesutic y Fernanda Ramírez         |
| Juan Magan ft. Gente de Zona            | «He llorado (como un niño)» | Bárbara y Cristóbal | Francisca Walker y Simón Pesutic         |
| Axel                                    | «Dame un beso»              | Miguel y Victoria   | Fernando Larraín y Solange Lackington    |
| Yotuel Romero                           | «Suerte»                    | Diego y Esmeralda   | Renato Jofré y Li Fridman                |
| Azul azul                               | «La Bomba»                  | Rosario             | Francisca Imboden                        |
| Wisin & Carlos Vives feat. Daddy Yankee | «Nota de amor»              | Matías y Violeta    | Ignacio Achurra y María Gracia Omegna    |
| Osmani García ft. Pitbull y Sensato     | «El taxi»                   | Bárbara             | Francisca Walker                         |
| Alkilados                               | «Una cita»                  | Pedro y Camila      | Samuel González y Fernanda Ramírez       |
| David Bolzoni                           | «Amar amarte»               | Matías y Mary Ann   | Ignacio Achurra y Constanza Mackenna     |
| Sie7e                                   | «A prueba de amor»          | Matías y Mary Ann   | Ignacio Achurra y Constanza Mackenna     |
| Leo Rey                                 | «Mirarme en tus ojos»       | Eugenio y Victoria  | Claudio Arredondo y Solange Lackington   |
| Tito "El Bambino" feat. Nicky Jam       | «Adicto a tus redes»        | Bárbara y Felipe    | Francisca Walker y Francisco Dañobeitía  |
| Dr. Creole                              | «Baby zouk»                 | Miguel              | Fernando Larraín                         |

## Premios y nominaciones
| 2015 | Copihue de Oro   |                          |                         |          |
| 2015 | Copihue de Oro   | Mejor serie o teleserie  | Mejor serie o teleserie | Ganadora |
| 2015 | Copihue de Oro   | Mejor actriz             | María Gracia Omegna     | Nominada |
| 2016 | Premios Caleuche |                          |                         |          |
| 2016 | Premios Caleuche | Mejor actriz protagónica | Francisca Imboden       | Nominada |
| 2016 | Premios Caleuche | Mejor actriz de reparto  | Solange Lackington      | Nominada |
| 2016 | Premios Caleuche | Mejor actor de reparto   | Claudio Arredondo       | Nominado |

## Retransmisiones y adaptaciones
- Papá a la deriva retransmitió por Mega el 18 de mayo de 2020 hasta el 11 de enero de 2021.
- Una adaptación peruana (fruto de un convenio entre Mega y LatinaTV), llamada Papá en apuros, es transmitida por el canal Latina Televisión desde el 23 de octubre de 2023. Y a partir del 15 de enero será transmitida en Chile por Mega; (esto debido al convenio que hizo Mega con Latina Televisión para hacer la adaptación peruana)